# Enrico Vanzini
Enrico Vanzini (Fagnano Olona, 18 novembre 1922 – Cittadella, 5 febbraio 2025) è stato un militare italiano.
Prigioniero dei tedeschi dopo l'8 settembre 1943, fu inviato a Ingolstadt in Germania a lavorare. Tentò la fuga ma, ripreso, venne condannato a morte a Buchenwald, pena in seguito commutata con l'internamento nel campo di concentramento a Dachau. Sopravvissuto ai lavori forzati e a pesantissime condizioni nel campo di concentramento nazista, fu costretto a lavorare alla camera a gas e ai forni crematori di Dachau, diventando testimone dell'orrore nazista. È stato l'ultimo italiano appartenente al Sonderkommando.

## Biografia

### Campagna di Grecia
Nel 1939 Enrico Vanzini fu arruolato in artiglieria nella Caserma di Alba e destinato al fronte russo. A causa di un attacco  di appendicite saltò la chiamata e venne inviato in Grecia. Dopo il proclama dell'8 settembre 1943 rimase fedele al re senza aderire alla Repubblica di Salò, e, rifiutandosi di collaborare coi nazisti, fu perciò arrestato dalla Wehrmacht.

### Lavori forzati a Ingolstadt
Il 19 settembre 1943 fu caricato ad Atene su un treno pieno di prigionieri italiani e inviato in Germania. Il viaggio durò due settimane in condizioni igieniche precarie, con scarse razioni di cibo e di acqua; molti dei suoi compagni perirono durante il viaggio. Condannato ai lavori forzati fu inviato ad Ingolstadt per lavorare nell'industria bellica del Reich presso una fabbrica di telai per carri armati.
I bombardamenti anglo-americani colpirono più volte la cittadina di Ingolstadt, considerata obiettivo militare strategico. Nel settembre 1944 dopo un intenso bombardamento alleato la fabbrica venne duramente colpita ed Enrico Vanzini, con altri due compagni, approfittando della situazione di generale smarrimento, riuscì a fuggire.
Venne arrestato dieci giorni più tardi nelle campagne a sud di Monaco. Entrato in una piccola casa alla ricerca di aiuto, una ragazza italiana, spia tedesca per denaro, lo cedette alla Wehrmacht. Fu quindi condotto al campo di concentramento di Buchenwald. In quanto fuggiaschi, lui e i suoi due compagni il giorno stesso vennero condannati a morte per fucilazione.

### Internato a Dachau
Con l'aiuto di un ufficiale della Wehrmacht, i condannati riuscirono a dimostrare di non essere fuggiti da Ingolstadt ma di essere stati abbandonati a causa dei bombardamenti intensi. La pena venne commutata in internamento. Enrico Vanzini entrò nel campo di concentramento di Dachau nell'ottobre del 1944. Gli fu marchiato a fuoco sul polso il numero di matricola 123343, già appartenuto a un detenuto deceduto, e fu assegnato alla baracca 8 nella sezione dei detenuti lavoratori.
Nei sette mesi di detenzione Enrico Vanzini, oltre agli stenti dovuti alla fame, al trattamento disumano, al lavoro, alle epidemie, alla sete e al gelido inverno, fu testimone dell'orrore dei forni crematori, per quindici giorni fu costretto infatti a lavorare per i nazisti nel sonderkommando, nello smaltimento dei cadaveri nei crematori.
I crematori a Dachau erano due, uno molto piccolo dotato di un forno a doppia muffola installato dalla ditta Topf e figli nel 1940 in un capannone di legno dipinto nello stile di casa della Baviera, e accanto un altro molto grande in muratura dotato di una ampia sala d'incenerimento con quattro forni Kori e capace camera a gas, inaugurato nel 1943.
Secondo la sua testimonianza, la camera a gas di Dachau, quella accanto alla sala dei forni nel crematorio grande, era assai operativa negli ultimi mesi prima della liberazione del campo. Vanzini fu testimone anche degli esperimenti su cavie umane eseguiti nel laboratorio medico del lager, in quanto costretto a prelevare i cadaveri delle vittime dal laboratorio per condurli ai forni crematori.

### Liberazione e testimonianza
Il 29 aprile 1945 il campo di Dachau fu liberato, Vanzini era allo stremo ma riuscì a sopravvivere. Quando tornò a casa, da cui mancava da più di cinque anni, pesava 29 chilogrammi e i suoi genitori inizialmente non lo riconobbero.
Enrico Vanzini, dopo sessant'anni di silenzio, iniziò solo dal 2005 la sua opera di testimonianza sugli orrori dei campi di concentramento, tenendo conferenze in scuole e sale pubbliche. Nel 2011 l'Associazione Marca Trevigiana, con il patrocinio della Provincia di Treviso e della Regione Veneto, ha prodotto un film documentario sulla sua storia, distribuito nelle scuole medie e superiori italiane.
In occasione delle celebrazioni della Giornata della Memoria, il 29 gennaio 2013 il Presidente della Repubblica Giorgio Napolitano lo ha insignito con la Medaglia d'Onore dedicata ai cittadini italiani deportati e internati nei lager nazisti e destinati al lavoro coatto.
Nel 2013 la casa editrice Rizzoli ha pubblicato il libro di Vanzini dedicato ai suoi sette mesi di prigionia a Dachau, dal titolo L'ultimo sonderkommando italiano, a cura di Roberto Brumat. L'Associazione nazionale ex deportati politici nei campi nazisti ha espresso critiche severe nei confronti dell'opera, evidenziando molteplici inesattezze e contraddizioni tra quanto in essa riportato e il consenso degli storici sui fatti di Dachau.
Nel 2019 gli è stata conferita la cittadinanza onoraria di Padova. Negli anni ha inoltre ricevuto la cittadinanza onoraria dei comuni di Borgoricco, Curtarolo, Galliera, Maserà, Santa Giustina in Colle, Tezze sul Brenta e Vedelago In ottime condizioni fisiche anche in età avanzata, tali per cui a 99 anni gli è stata rinnovata per due anni la patente di guida, ha ripetutamente partecipato agli incontri nel Giorno della Memoria e nelle scuole.

## Opere
- Enrico Vanzin, L'ultimo sonderkommando italiano, a cura di Roberto Brumat, Rizzoli, 2013, ISBN 9788817067454.